# Maurice Ruah
Pour les articles homonymes, voir Ruah.
Maurice Ruah, né le 19 février 1971 à Caracas, est un joueur de tennis vénézuélien professionnel de 1989 à 2000.

## Carrière
Il est avec Nicolás Pereira l'un des meilleurs joueurs de tennis vénézuélien de l'ère Open. Membre de l'équipe du Venezuela de Coupe Davis depuis ses débuts sur le circuit professionnel, il s'est notamment distingué au cours de la campagne 1995 grâce à ses victoires sur les Uruguayens et les Argentins, permettant ainsi à son équipe de disputer les barrages du groupe mondial. Contre les Danois à Caracas, il gagne le double mais perd ses deux simples. Sélectionné à 19 reprises, il compte 25 victoires pour 22 défaites dans la compétition.
Vainqueur d'un seul tournoi Challenger en simple à Fortaleza en 1992, il a connu plus de succès en double, s'imposant sur le circuit ATP à Búzios avec le Cubain Mario Tabares et à quinze reprises sur le circuit secondaire.
Il a réalisé sa meilleure saison en 1994 en atteignant les demi-finales des tournois ATP de Jakarta et de Mexico. Il a signé sa plus belle victoire deux ans plus tôt en battant Derrick Rostagno, 17e mondial à Scottsdale.

## Palmarès

### Titre en double messieurs
| No | Date       | Nom et lieu du tournoi | Catégorie    | Dotation  | Surface    | Partenaire    | Finalistes           | Score         |  |
| -- | ---------- | ---------------------- | ------------ | --------- | ---------- | ------------- | -------------------- | ------------- |  |
| 1  | 02-11-1992 | Kolynos Cup Búzios     | World Series | 155 000 $ | Dur (ext.) | Mario Tabares | Mark Keil Tom Mercer | 7-6, 6-7, 6-4 |  |

### Finale en double messieurs
| No | Date       | Nom et lieu du tournoi             | Catégorie    | Dotation  | Surface      | Vainqueurs                  | Partenaire  | Score    |  |
| -- | ---------- | ---------------------------------- | ------------ | --------- | ------------ | --------------------------- | ----------- | -------- |  |
| 1  | 27-10-1997 | Tournoi de tennis de Bogota Bogota | World Series | 303 000 $ | Terre (ext.) | Luis Lobo Fernando Meligeni | Karim Alami | 6-1, 6-3 |  |

## Parcours dans les tournois duGrand Chelem

### En simple
| Année | Open d'Australie | Open d'Australie  | Internationaux de France | Internationaux de France | Wimbledon       | Wimbledon        | US Open        | US Open       |
| ----- | ---------------- | ----------------- | ------------------------ | ------------------------ | --------------- | ---------------- | -------------- | ------------- |
| 1991  | —                | —                 | —                        | —                        | 1er tour (1/64) | Richard Krajicek | —              | —             |
| 1992  | —                | —                 | —                        | —                        | —               | —                | —              | —             |
| 1993  | —                | —                 | —                        | —                        | —               | —                | —              | —             |
| 1994  | 1er tour (1/64)  | Jason Stoltenberg | 1er tour (1/64)          | Karol Kučera             | 1er tour (1/64) | Patrik Kühnen    | 2e tour (1/32) | Thomas Muster |

N.B. : à droite du résultat se trouve le nom de l'ultime adversaire.

### En double
| Année | Open d'Australie        | Open d'Australie   | Internationaux de France  | Internationaux de France   | Wimbledon                   | Wimbledon             | US Open                       | US Open                    |
| ----- | ----------------------- | ------------------ | ------------------------- | -------------------------- | --------------------------- | --------------------- | ----------------------------- | -------------------------- |
| 1993  | —                       | —                  | 1er tour (1/32) K. Thorne | M. Oosting U. Riglewski    | 1er tour (1/32) C. Allgårdh | P. McEnroe J. Stark   | 1er tour (1/32) Cunha e Silva | J. Björkman P. Rafter      |
| 1994  | 1er tour (1/32) D. Rikl | M. Damm K. Nováček | 2e tour (1/16) J. Garat   | T. Woodbridge M. Woodforde | 1er tour (1/32) N. Pereira  | R. Leach D. Visser    | 1er tour (1/32) P. Albano     | J.-L. de Jager G. Stafford |
| 1995  | —                       | —                  | —                         | —                          | —                           | —                     | —                             | —                          |
| 1996  | —                       | —                  | —                         | —                          | —                           | —                     | 2e tour (1/16) L. Lavalle     | H. J. Davids S. Schalken   |
| 1997  | —                       | —                  | —                         | —                          | —                           | —                     | —                             | —                          |
| 1998  | —                       | —                  | —                         | —                          | 1er tour (1/32) D. Orsanic  | L. Milligan A. Parmar | 2e tour (1/16) M. Kohlmann    | N. Broad P. Norval         |
| 1999  | —                       | —                  | —                         | —                          | —                           | —                     | 1er tour (1/32) André Sá      | D. Adams J.-L. de Jager    |

N.B. : le nom du ou de la partenaire se trouve sous le résultat ; le nom des ultimes adversaires se trouve à droite.

## Parcours dans lesChampionship Series
| Année | Indian Wells      | Miami                | Monte-Carlo | Hambourg | Rome | Canada | Cincinnati | Stockholm | Paris |
| ----- | ----------------- | -------------------- | ----------- | -------- | ---- | ------ | ---------- | --------- | ----- |
| 1991  | 1er tour G. Prpić | —                    | —           | —        | —    | —      | —          | —         | —     |
| 1993  | —                 | 1er tour S. Matsuoka | —           | —        | —    | —      | —          | —         | —     |
| 1994  | —                 | 1er tour R. Furlan   | —           | —        | —    | —      | —          | —         | —     |

N.B. : sous le résultat se trouve le nom de l’ultime adversaire.